# Ástio Dinâmio
Ástio Dinâmio (em latim: Astius Dinamius) foi um nobre romano do século V ou VI, ativo no Reino Vândalo da África Proconsular. Cristão, foi sepultado na Basílica de Amedara, em Bizacena. Segundo seu epitáfio, Ástio era "sacerdotal da província da África" (em latim: Sacerdotalis provinciae Africae).